# Manotes expansa
Manotes expansa là một loài thực vật có hoa trong họ Connaraceae. Loài này được Sol. ex Planch. mô tả khoa học đầu tiên năm 1850.